# Satz von Bauer-Fike
Der Satz von Bauer-Fike (nach Friedrich Ludwig Bauer und Charles Theodore Fike, 1960) ist ein Satz aus der numerischen Mathematik. Er liefert eine Abschätzung über die Veränderung der Eigenwerte einer Matrix auf Grund von Störungen.
Sei {\displaystyle \|\cdot \|} eine submultiplikative Matrixnorm, {\displaystyle A\in \mathbb {C} ^{n\times n}} eine diagonalisierbare Matrix mit den Eigenwerten {\displaystyle \lambda _{i}} und {\displaystyle \delta A\in \mathbb {C} ^{n\times n}} eine Störung von {\displaystyle A}. Dann hat jeder Eigenwert {\displaystyle \lambda } im Spektrum von {\displaystyle A+\delta A} höchstens den folgenden Abstand zum Spektrum von {\displaystyle A}:
{\displaystyle \min _{i}|\lambda -\lambda _{i}|\,\leq \,\|S^{-1}\delta AS\|\,\leq \,\kappa (S)\,\|\delta A\|}
mit der Konditionszahl {\displaystyle \kappa (S)=\|S\|\|S^{-1}\|} und {\displaystyle S=(e_{1},\dotsc ,e_{n})} eine Matrix, die die Eigenvektoren von {\displaystyle A} als Spalten hat, d. h. {\displaystyle S^{-1}AS=\mathrm {diag} (\lambda _{1},\dots ,\lambda _{n})}.